# استوروراژنا
استوروراژنا (به سوئدی: Stuorrajekna) یک یخچال طبیعی در سوئد است که در بخش آریپلوگ واقع شده‌است.